# Pörkölt
Il pörkölt è uno stufato ungherese.

## Etimologia e storia
La parola pörkölt deriva dall'ungherese pörkölni (lett. "arrostire/strinare"). Il pörkölt ha uno stretto legame di parentela con il gulasch ed era originariamente un piatto povero. Oggi il pörkölt è uno dei piatti nazionali ungheresi e ha trovato modo di diffondersi anche nella Repubblica Ceca.

## Descrizione
Si prepara mettendo a cuocere della carne (manzo, agnello, maiale o pollo ad es.) insieme a una salsa rossa, cipolle, aglio e paprica. Viene tipicamente servito con un contorno che può trattarsi di un farinaceo (pasta o gnocchi) o patate bollite. A differenza del gulasch, il pörkölt presenza un sugo più denso e non è una vera e propria zuppa.